# نيس، آكرشوس
نيس (بالنرويجية: Nes)‏ هي بلدية في مقاطعة آكرشوس بالنرويج وتعدا جزاء من منطقة رومريك التاريخية. المقر الإداري للبلدية هو قرية آرنس.
تأسست البلدية سنة 1838. كنيسة نيس تعد واحدة من أقدم الكنائس في النرويج حيث يعود تاريخها إلى 1100 ولازالت آثارها قائمة لليوم.

## التسمية
سميت البلدية نسبة إلى مزرعة نيس القديمة لأن أول كنيسة بنيت هناك. قبل 1889 كان الاسم يُهجأ: Næs.

## شعار النبالة
شعار النبالة اُعتمد سنة 1988 وهو يصور ثلاثة جذوع صفراء ترمز للغابات مع خلفية خضراء ترمز للأمل والشباب. الوضعية المميزة للجذوع ترمز لالتقاء نهري غلوما وفورما.

## الجغرافيا
للبلدية حدود مع كل من أيدسفول، أولانساكر، سوروم وأورشكوغ-هولاند الواقعة في مقاطعة آكرشوس، وأيدسكوغ، سور-أودال وأودال الشمالية الواقعة في مقاطعة هيدمارك.
لنيس العديد مناطق الجذب السياحي، كنهر غلوما و168 بحيرة. كما تعد موطنا لحيوانات الموظ، القندس الأوراسي، الذئب الرمادي، والوشق. يمارس الصيد بما في ذلك صيد الأسماك بكثرة في نيس.
توجد في نيس أكثر من 800 مزرعة وهذا ما يجعلها أكبر منتج للقمح في النرويج.

## المجموعات العرقية
عدد الأقليات (الجيل الأول والثاني) حسب الموطن الأصلي (2015):
| الموطن الأصلي | عدد السكان |
| ------------- | ---------- |
| بولندا        | 343        |
| ليتوانيا      | 231        |
| روسيا         | 124        |
| السويد        | 118        |
| ألمانيا       | 114        |
| تايلاند       | 100        |
| الدنمارك      | 100        |
| الفلبين       | 84         |

## أعلام
- جون مولر
- اموند جروندل يانسن
- سيغورد هويل
- سارا يونسن

## روابط خارجية
- معلومات حول البلدية في موقع الإحصاءات النرويجي.
- معلومات للسياح.